# Philip Ludwell
Philip Ludwell (1638-1716) est l'un des premiers gouverneurs de la Caroline au XVIIe siècle et le troisième époux de Frances Culpeper avec qui il a dirigé la Green Spring plantation.

## Biographie
Frère de Thomas Ludwell, il réside à Richneck, dans le comté de James City, près de Middle Plantation et s'installe en Virginie vers 1664 se liant d'amitié avec le gouverneur de l'époque William Berkeley dont il épouse la femme Frances Culpeper en 1680, trois ans après sa mort. Son beau-frère Alexander Culpeper, fidèle du roi Charles II, et le cousin de sa femme, Lord Thomas Culpeper, sont alors prêts à s'emparer de la Virginie, mais le roi nomme Herbert Jeffries qui se heurte à Lady Berkeley et la majorité du conseil des bourgeois de Virginie, menée par Philip Ludwell, qui pousse le gouverneur à s'exiler chez Thomas Swann.
Décrit comme fier et ombrageux, Ludwell sera exclu du conseil de la colonie de Virginie en 1679, puis devient gouverneur de la Caroline de 1691 à 1693, avant de retourner en Angleterre où il décède discrètement en 1716.
Il fut en particulier nommé gouverneur de la petite Colonie du Cape Fear en 1689, puis en 1691, de toute la Caroline, incluant une autre petite colonie, la Colonie d'Albemarle, un regroupement dont la capitale est sise à Charleston, où il acquiert la réputation d'un homme respectueux des libertés.
Sa petite-fille, Hannah Harrison Ludwell (5 décembre 1701-25 janvier 1750) épouse Thomas Lee, l'un des fondateurs de l'Ohio Company. Dans des lettres à son fils Philip Ludwell II en 1707 que « la détention de 7 ou 8 esclaves ne produirait pas que ce qui aboutirait à rester affamé ».
Alors que la loi virginienne de 1662 sur l'esclavage stipule que le statut d'esclave ou de personne libre est lié seulement au statut de sa mère, quel que soit celui du père, afin de décourager les maîtres d'avoir des enfants avec leurs esclaves noires et qu'une autre loi de 1667 précise que même le baptême ne permet pas d'affranchir un esclave, Philip Ludwell fait voter en Caroline en 1693 une loi plus modérée, permettant une échappatoire, en stipulant simplement que tout esclave affranchi est obligé de quitter la colonie avant six mois.